# Ilhas Adjacentes
Ilhas Adjacentes foi a designação constitucional dada aos arquipélagos dos Açores e da Madeira entre 1822 e 1975. A designação baseava-se na sua adjacência ao território europeu de Portugal e visava distinguir aqueles territórios das dependências ultramarinas, permitindo a adoção de soluções legislativas específicas face às restantes parcelas do território sob soberania portuguesa.

## Constituição de 1822
O artigo 20.º da Constituição Política da Monarquia Portuguesa de 1822 foi o primeiro texto jurídico a explicitar o conceito ao declarar que «A Nação Portuguesa é a união de todos os Portugueses de ambos os hemisférios» e que «O seu território forma o Reino–Unido de Portugal, Brasil e Algarves e compreende: I – Na Europa, o reino de Portugal, que se compõe das províncias do Minho, Trás-os-Montes, Beira, Estremadura, Alentejo, e reino do Algarve e das Ilhas adjacentes, Madeira, Porto Santo, e Açores». A listagem continuava com as partes do Reino–Unido localizadas na América (§II), na África (§III) e na Ásia e Oceânia (§IV).

## Carta Constitucional de 1826
A Carta Constitucional da Monarquia Portuguesa de 29 de abril de 1826 declarava logo no seu artigo 1.º que «O Reino de Portugal é a associação política de todos os cidadão portugueses. Eles formam uma Nação livre e independente.», estabelecendo-se no artigo 2.º que «O seu Território forma o Reino de Portugal e Algarves, e compreende: §1. Na Europa, o Reino de Portugal, que se compõe das Províncias do Minho, Trás-os-Montes, Beira, Estremadura, Alentejo e Reino do Algarve, e das Ilhas adjacentes, Madeira, Porto Santo, e Açores». Os restantes parágrafos enumeram as possessões na África (§2.) e na Ásia e Oceânia (§3.). Esta formulação manteve-se intacta nas diversas emendas e alterações que o texto sofreu ao longo do século XIX (1852, 1885, 1896), sobrevivendo até à implantação da República em Portugal, em 1910. A organização política das ilhas adjacentes foi reorganizada por Ernesto Rodolfo Hintze Ribeiro, por decreto de 2 de março de 1895.

## Constituição de 1838
A solução encontrada pela Constituição Política da Monarquia Portuguesa de 20 de março de 1838, volta a adotar uma formulação muito semelhante à da Carta Constitucional da Monarquia Portuguesa de 1826 estabelecendo no seu artigo 1.º que: «A Nação Portuguesa é a associação política de todos os Portugueses.» e no artigo 2.º que «O território Português compreende: Na Europa as Províncias de Trás-os-Montes, Minho, Beira, Estremadura, Alentejo, o Reino do Algarve, e as Ilhas adjacentes da Madeira e Porto Santo, e dos Açores, [...]», continuando com a enumeração dos territórios africanos, asiáticos e da Oceânia. 

## Constituição de 1911
A Constituição Política da República Portuguesa, de 21 de agosto de 1911, optou por não enumerar os territórios que integravam a República, estabelecendo apenas, no seu artigo 2.º, que «O território da Nação Portuguesa é o existente à data da proclamação da República». É a única das Constituições portuguesas que não contém uma menção específica aos territórios insulares ou sequer ultramarinos. Contudo, o artigo 9.º, ao definir a organização dos círculos eleitorais, refere as ilhas adjacentes, estabelecendo que cada um dos distritos nelas situados elege três membros do Congresso da República.

## Constituição de 1933
A Constituição Política da República Portuguesa, promulgada a 22 de fevereiro de 1933 e plebiscitada a 19 de março de 1933, retoma a enumeração dos territórios sob soberania portuguesa, estabelecendo no seu artigo 1.º que «O território de Portugal é o que atualmente lhe pertence e compreende: 1.º Na Europa: o Continente e Arquipélagos da Madeira e Açores», prosseguindo pelos territórios da África Ocidental (2.º), na África Oriental (3.º), na Ásia (4.º) e na Oceânia (5.º).
A organização específica da ilhas adjacentes foi fixada no §2.º do artigo 124.º daquela Constituição, que dizia: «A divisão do território das Ilhas Adjacentes e a respetiva organização administrativa serão reguladas em lei especial». Esta lei especial foi a Lei de Bases da Administração do Território das Ilhas Adjacentes, aprovada pela Lei n.º 1967, de 30 de abril de 1938 (publicado em Diário do Governo, I série, n.º 99, de 30 de abril de 1938).
A Lei de Bases foi regulamentada pelo Decreto-Lei n.º 37 501, de 31 de dezembro de 1940 (Diário do Governo n.º 214, de 31 de dezembro de 1940), que aprovou o Estatuto dos Distritos Autónomos das Ilhas Adjacentes. Aquele Estatuto foi elaborado por Marcello Caetano, que para tal visitou demoradamente as ilhas e reuniu com as forças vivas locais. Estendeu pela primeira vez o regime autonómico ao Distrito da Horta e revogou o anterior regime autonómico estabelecido pelo Decreto n.º 15 035, de 16 de fevereiro de 1928, e pelo Decreto n.º 15 805, de 31 de julho de 1928. Foi influente na elaboração deste diploma o I Congresso Açoriano, que reuniu em Lisboa, de 8 a 15 de maio de 1928, a nata da intelectualidade açoriana da época.
O Estatuto dos Distritos Autónomos das Ilhas Adjacentes foi alterado pelo Decreto-Lei n.º 36 453, de 4 de agosto de 1947 (Diário do Governo n.º 178 de 4 de agosto de 1947), que o republicou na íntegra, mantendo-se em vigor, com poucas alterações, até 1975, altura em que foi parcialmente derrogado pela criação da Junta Regional dos Açores. Embora tal seja discutível à luz da interpretação formal da lei, na prática a sua vigência terminou a 3 de fevereiro de 1976, data em que foi criada a Junta Regional da Madeira.
Nunca foi formalmente revogado, estando hoje porém quase totalmente derrogado pelos Estatutos Político-Administrativos da Regiões Autónomas e pelas disposições legais entretanto emanadas pelos órgãos de governo próprio das autonomias insulares. Para mais informação veja-se o artigo referente à história da autonomia açoriana.

## Constituição de 1976
Com a Constituição da República Portuguesa de 2 de abril de 1976, no contexto da descolonização e da reorganização territorial da República Portuguesa, desaparecem as referências às Ilhas Adjacentes, cessando o uso legal dessa nomenclatura, que tinha ficado injustamente associada ao Estado Novo pois a sua introdução no léxico jurídico data de 1822. Assim, o n.º 2 artigo 6.º da Constituição Portuguesa estabelece simplesmente que Os arquipélagos dos Açores e da Madeira constituem regiões autónomas dotadas de estatutos político-administrativos próprios. Na versão atual da Constituição aquela disposição reza: Os arquipélagos dos Açores e da Madeira constituem regiões autónomas dotadas de estatutos político-administrativos e de órgãos de governo próprio.
A Constituição dedica todo o seu Título VII (atuais artigos 225.º a 234.º) ao enquadramento jurídico-constitucional das autonomias insulares e inclui a autonomia político-administrativa dos Açores e da Madeira no elenco das matérias que as leis de revisão constitucional têm obrigatoriamente de respeitar, isto é nos limites materiais de revisão (atual artigo 288.º).
Ao longo das sete revisões constitucionais entretanto ocorridas, as disposições que consagram a autonomia insular foram progressivamente ampliadas e consolidadas, sendo uma das matérias em que o texto constitucional mais alterações sofreu. A última revisão global do sistema autonómico foi consagrada pela sexta revisão, operada pela Lei Constitucional n.º 1/2004, de 24 de julho, que extinguiu os Ministros da República e reforçou substancialmente os poderes legislativos dos parlamentos açoriano e madeirense.